# Everywhere (Michelle Branch)
Everywhere is een nummer van de Amerikaanse zangeres Michelle Branch uit 2002. Het is de eerste single van haar debuutalbum The Spirit Room.
Het nummer werd wereldwijd een (bescheiden) succes en betekende de doorbraak voor de op dat moment 19-jarige Michelle Branch. In de Amerikaanse Billboard Hot 100 haalde het de 12e positie. In de Nederlandse Top 40 schopte "Everywhere" het tot de 5e positie, maar in Vlaanderen had het nummer minder succes met een 2e positie in de Tipparade.